# Turbinectomia
Turbinectomia é uma cirurgia para redução do volume dos cornetos nasais, que se hipertrofiados dificultam a livre entrada do ar nas fossas nasais.